# Les Autres (film, 1965)
Pour les articles homonymes, voir Les Autres.
Pour plus de détails, voir Fiche technique et Distribution.
Les Autres est un film documentaire français coécrit et réalisé par Maurice Cohen, sorti en 1966.

## Synopsis
Documentaire polémique sur le thème du racisme et de la ségrégation.

## Fiche technique
Production (en souscription publique) : Citévox
- Producteur délégué : François Chevassu
- Réalisateur et co-scénariste : Maurice Cohen
- Co-scénariste et auteur du commentaire : Edmond Agabra
- Assistants-réalisateurs : Bernard Vernières et Claude Mulot
- Directeur de la photographie : Denys Clerval
- Assistant-opérateur : Jacques Assuérus
- Musique : Sérénade en ré majeur, opus 8, de Ludwig van Beethoven, interprétée par Michèle Margand (violon), Nicole Gendreau (alto) et Claudine Lasserre (violoncelle)
- Montage : Colette Harel
- Ingénieur du son : Antoine Bonfanti
- Banc-titre : Les Films Paul Grimault
- Palmarès : mention au Festival du film libre 1966
- Durée : 10 min 45 s
- Caractéristiques techniques : noir & blanc, 16 mm (positif et négatif)

## Fiche artistique
- Serge Reggiani : le narrateur
- Françoise Meyruels
- Robert Liensol
- Abdoulaye Kamara